# Dead (album)
Dead er et live album af det amerikanske dødsmetal-band Obituary i 1998, som blev udgivet gennem Roadrunner Records. Albummet blev optaget under deres Back From the Dead-turné, og blev derved den sidste udgivelse inden deres seks års pause.

## Spor
1. "Download" (Obituary) – 3:00
2. "Chopped in Half" (Peres/D. Tardy/J. Tardy) – 0:46
3. "Turned inside Out" (Peres/D. Tardy/J. Tardy) – 5:03
4. "Threatening Skies" (Obituary) – 2:27
5. "By the Light" (Obituary) – 3:01
6. "Dying" (Obituary/Peres) – 4:36
7. "Cause of Death" (Peres/J. Tardy/West) – 5:43
8. "I'm in Pain" (Peres/D. Tardy/J. Tardy) – 4:54
9. "Rewind" (Klavinger) – 4:03
10. "'Til Death" (Obituary/J. Tardy) – 4:25
11. "Kill for Me" (Obituary) – 2:34
12. "Don't Care" (Obituary) – 3:09
13. "Platonic Disease" (Obituary) – 4:04
14. "Back from the Dead" (Obituary) – 5:55
15. "Final Thoughts" (Obituary) – 4:01
16. "Slowly We Rot" (Obituary/John Tardy) – 5:06

## Personel
- John Tardy - vokal
- Allen West - leadguitar
- Trevor Peres - rytmeguitar
- Frank Watkins - bas
- Donald Tardy - trommer